# St. Peter und Paul (Achsheim)

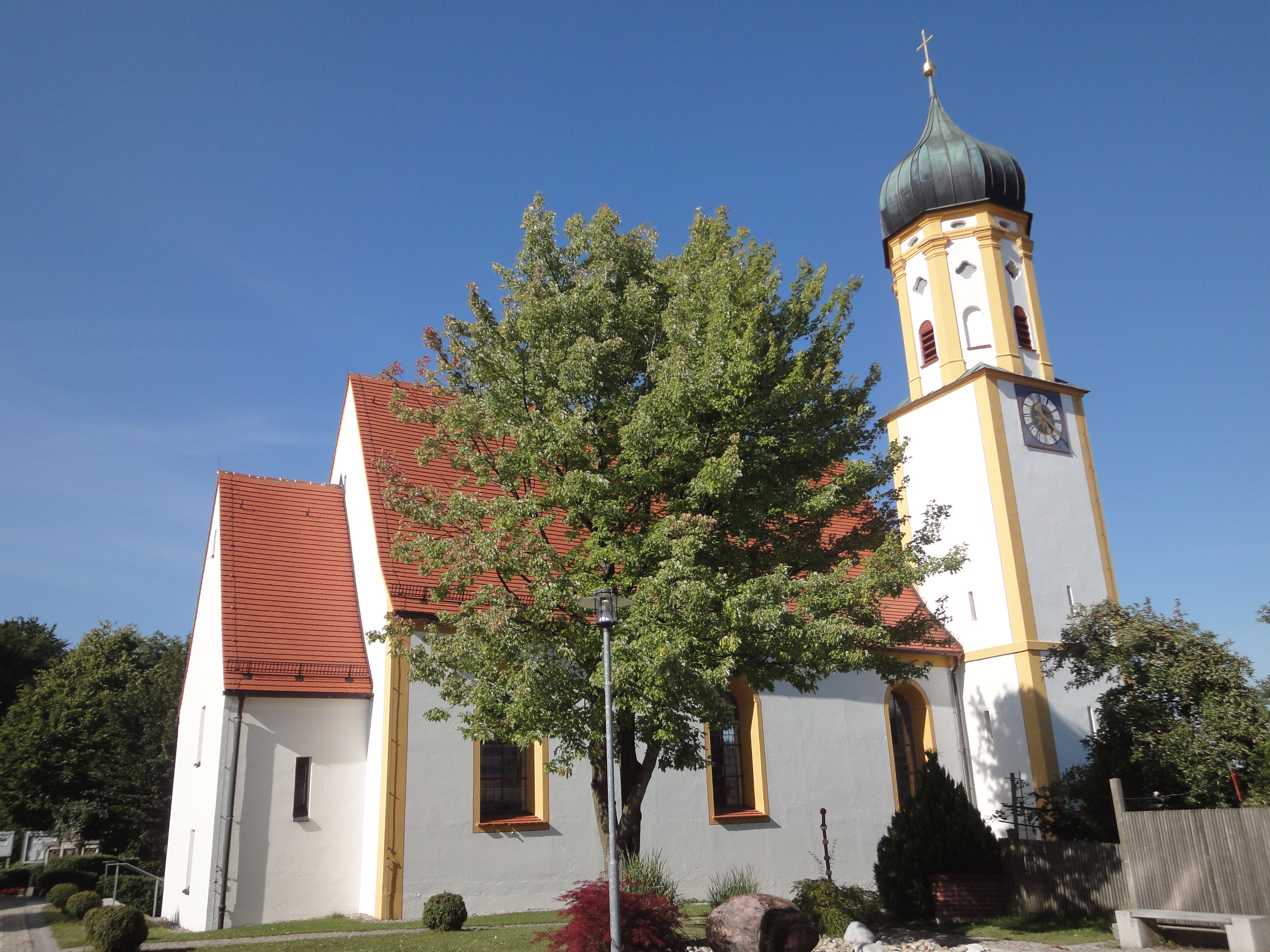
Kirche St. Peter und Paul in Achsheim

Die katholische Pfarrkirche St. Peter und Paul in Achsheim, einem Gemeindeteil von Langweid am Lech im Landkreis Augsburg im bayerischen Regierungsbezirk Schwaben, ist im Kern spätgotisch. Die Kirche am Kirchweg 4 ist ein geschütztes Baudenkmal.

## Geschichte
Die beim ersten Kirchenbau im 11. Jahrhundert verwendete Spolien, belegen die Besiedelung bis in die Römische Kaiserzeit hin. Eine Vorgängerbau aus Holz konnte bei Grabungen nicht nachgewiesen werden. Die Grundherrschaft und das Kirchenlehen gehörte im Mittelalter den Marschällen von Pappenheim, die es 1311 dem Domkapitel Augsburg überließen. 1681/82 wurde unter Verwendung von Teilen der spätgotischen Langhausmauern, ein neuer Chor, eine neue Sakristei und ein neuer Turm erbaut. Für die Bauarbeiten war Valerian Brenner aus Günzburg verantwortlich. Weiter am Neubau beteiligt waren der Zimmermeister Jörg Kraus aus Gabelbach und der Maurermeister Jörg Wörle. 1751 erfolgte die Verlängerung nach Westen durch den fürstbischöflichen Hofbaumeister Ignaz Paulus. Im Zuge der Umbaumaßnahmen erhielt das Langhaus eine gewölbte Decke. Zur Pfarrei gehört außer Achsheim der Weiler Eggelhof, mit einer eigenen Hofkapelle Zur Schmerzhaften Mutter.

## Architektur
Der Saalbau mit eingezogenem Chor und südlichem Turm mit Zwiebelhaube besitzt ein im Kern spätgotisches Langhaus.

## Orgel
Die Orgel wurde 1908 als Opus 148 von der Augsburger Orgelbaufirma H. Koulen & Sohn mit pneumatischer Traktur erbaut und verfügt über 13 Register. 2008 erfolgte eine Restaurierung durch die Orgelbauwerkstätte Georg Weishaupt aus Ellgau.